# Kevin Lafrance
Kevin Pierre Lafrance (ur. 13 stycznia 1990 w Bondy) – haitański piłkarz pochodzenia francuskiego, występujący na pozycji środkowego obrońcy.

## Kariera klubowa
Lafrance, którego rodzice są imigrantami z Haiti, urodził się we francuskim mieście Bondy i w piłkę nożną zaczął grać w wieku sześciu lat. Jego pierwszym klubem był szóstoligowy US Torcy. Jeszcze jako junior, obrońca wyjeżdżał na testy do kilku wyżej notowanych francuskich klubów, takich jak RC Strasbourg, LB Châteauroux czy AJ Auxerre. W 2007 roku za sprawą swojego agenta trafił do czeskiego zespołu FK Baník Most, z którym podpisał umowę i przez półtora roku terminował w jego akademii juniorskiej, jednocześnie ucząc się języka i uczęszczając do liceum. W Gambrinus Liga zadebiutował 10 maja 2008 w przegranym 0:1 spotkaniu z Tescomą Zlín. W sezonie 2007/2008 jego drużyna zajęła ostatnie miejsce w tabeli i spadła do drugiej ligi.
Dobra postawa Lafrance’a na zapleczu najwyższej klasy rozgrywkowej zaowocowała półrocznym wypożyczeniem do ówczesnego mistrza Czech, stołecznej Slavii Praga, w lutym 2010. Nie pomógł drużynie w obronie tytułu i pozostawał rezerwowym ekipy, rozgrywając sześć spotkań. Kolejne rozgrywki ponownie spędził w drugiej lidze jako gracz Baníka, za to na czas trwania sezonu 2011/2012 udał się na wypożyczenie do Viktorii Žižkov. W jej barwach strzelił premierowego gola w pierwszej lidze czeskiej – 28 sierpnia 2011 w zremisowanym 2:2 meczu z Sigmą Ołomuniec. Na koniec rozgrywek Viktoria zajęła ostatnie miejsce w tabeli, spadając do drugiej ligi.
24 sierpnia 2013 roku Haitańczyk podpisał roczny kontrakt z opcją przedłużenia z Widzewem Łódź. W nowym zespole debiut zaliczył w spotkaniu z Jagiellonią. Obrońca w rundzie jesiennej zdobył dwie bramki w Ekstraklasie, ale zaliczył również dwa samobójcze trafienia. 25 listopada Lafrance (wraz z Lewonem Hajrapetianem) został przesunięty do rezerw. Oficjalnym powodem takiej decyzji była analiza postawy sportowej podczas meczów ligowych i treningów, ale jej kulisy nie pozostają do końca jasne. Po zmianie trenera nowy szkoleniowiec, Artur Skowronek przywrócił Lafrance’a do pierwszej drużyny.
W lutym 2022 dołączył do kadry Stomilu Olsztyn, w I lidze zagrał 12 meczów, 15 czerwca 2022 rozwiązał kontrakt za porozumieniem stron.

### Statystyki
Stan na 5 stycznia 2014
| Klub                | Sezon               | Liga                 | Liga  | Liga   | Puchar kraju | Puchar kraju | Suma  | Suma   | Dyscyplina | Dyscyplina |
| Klub                | Sezon               | Liga                 | Mecze | Bramki | Mecze        | Bramki       | Mecze | Bramki |            |            |
| ------------------- | ------------------- | -------------------- | ----- | ------ | ------------ | ------------ | ----- | ------ | ---------- | ---------- |
| FK Baník Most       | 2007/08             | Gambrinus Liga       | 1     | 0      | brak danych  | brak danych  | 1     | 0      | –          | –          |
| FK Baník Most       | 2008/09             | 2. Liga              | 1     | 0      | brak danych  | brak danych  | 1     | 0      | –          | –          |
| FK Baník Most       | 2009/10 (j)         | 2. Liga              | 10    | 1      | brak danych  | brak danych  | 10    | 1      | 4          | –          |
| FK Baník Most       | 2010/11             | 2. Liga              | 27    | 2      | brak danych  | brak danych  | 27    | 2      | 7          | –          |
| FK Baník Most       | 2012/13             | 2. Liga              | 21    | 5      | brak danych  | brak danych  | 21    | 5      | 9          | –          |
| Ogółem:             | Ogółem:             | Ogółem:              | 60    | 8      | –            | –            | 60    | 8      | 20         | –          |
| Slavia Praga        | 2009/10 (w)         | Gambrinus Liga       | 6     | 0      | 1            | 0            | 7     | 0      | –          | –          |
| Ogółem:             | Ogółem:             | Ogółem:              | 6     | 0      | 1            | 0            | 7     | 0      | –          | –          |
| Viktoria Žižkov     | 2011/12             | Gambrinus Liga       | 15    | 2      | 1            | 0            | 16    | 2      | 1          | –          |
| Ogółem:             | Ogółem:             | Ogółem:              | 15    | 2      | 1            | 0            | 16    | 2      | 1          | –          |
| Widzew Łódź         | 2013/14             | T-Mobile Ekstraklasa | 14    | 2      | 1            | 0            | 11    | 2      | 3          | 1          |
| Ogółem:             | Ogółem:             | Ogółem:              | 10    | 2      | 1            | 0            | 11    | 2      | 3          | 1          |
| Łącznie w karierze: | Łącznie w karierze: | Łącznie w karierze:  | 91    | 12     | 3            | 0            | 94    | 12     | 24         | 1          |

## Kariera reprezentacyjna
Dysponujący podwójnym obywatelstwem Lafrance zdecydował się na grę w reprezentacji Haiti, w której zadebiutował 18 listopada 2010 w wygranym 1:0 meczu towarzyskim z Katarem. Premierowego gola w kadrze narodowej strzelił 6 września 2011 w wygranej 4:2 konfrontacji z Curaçao w ramach eliminacji do Mistrzostw Świata 2014. Haitańczycy nie zdołali się jednak zakwalifikować na mundial. Został powołany na Copa América 2016 w Stanach Zjednoczonych, gdzie jego drużynie nie udało się wyjść z grupy.
| Mecze w reprezentacji | Mecze w reprezentacji | Mecze w reprezentacji                                | Mecze w reprezentacji                | Mecze w reprezentacji | Mecze w reprezentacji | Mecze w reprezentacji         | Mecze w reprezentacji |
| #                     | Data                  | Miejsce                                              | Przeciwnik                           | Rezultat              | Wydarzenia            | Rozgrywki                     | Źródło                |
| --------------------- | --------------------- | ---------------------------------------------------- | ------------------------------------ | --------------------- | --------------------- | ----------------------------- | --------------------- |
| 1.                    | 18 listopada 2010     | Khalifa International Stadium, Doha, Katar           | Katar                                | 1:0                   | –                     | mecz towarzyski               | [ 11 ]                |
| 2.                    | 2 września 2011       | Stade Sylvio Cator, Port-au-Prince                   | Wyspy Dziewicze Stanów Zjednoczonych | 6:0                   | –                     | eliminacje MŚ 2014            | [ 12 ]                |
| 3.                    | 7 września 2011       | Ergilio Hato Stadium, Willemstad, Curaçao            | Curaçao                              | 4:2                   | Gol · Żółta kartka    | eliminacje MŚ 2014            | [ 13 ]                |
| 4.                    | 7 września 2012       | Stade Sylvio Cator, Port-au-Prince                   | Saint-Martin                         | 7:0                   | Gol                   | Puchar Karaibów, kwalifikacje | [ 14 ]                |
| 5.                    | 9 września 2012       | Stade Sylvio Cator, Port-au-Prince                   | Portoryko                            | 3:1                   | –                     | Puchar Karaibów, kwalifikacje | [ 15 ]                |
| 6.                    | 11 września 2012      | Stade Sylvio Cator, Port-au-Prince                   | Bermudy                              | 2:1                   | Żółta kartka          | Puchar Karaibów, kwalifikacje | [ 16 ]                |
| 7.                    | 7 lutego 2013         | Estadio Ramón Tahuichi Aguilera, Santa Cruz, Boliwia | Boliwia                              | 1:2                   | –                     | mecz towarzyski               | [ 17 ]                |
| 8.                    | 20 marca 2013         | Sultan Qaboos Sports Complex, Maskat, Oman           | Oman                                 | 0:3                   | –                     | mecz towarzyski               | [ 18 ]                |
| 9.                    | 8 czerwca 2013        | Sun Life Stadium, Miami Gardens, Floryda, USA        | Hiszpania                            | 1:2                   | –                     | mecz towarzyski               | [ 19 ]                |
| 10.                   | 11 czerwca 2013       | Estádio São Januário, Rio de Janeiro, Brazylia       | Włochy                               | 2:2                   | –                     | mecz towarzyski               | [ 20 ]                |
| 11.                   | 13 lipca 2013         | Sun Life Stadium, Miami Gardens, Floryda, USA        | Trynidad i Tobago                    | 2:0                   | –                     | Złoty Puchar CONCACAF 2013    | [ 21 ]                |
| 12.                   | 6 września 2013       | Incheon Munhak Stadium, Incheon, Korea Płd.          | Korea Południowa                     | 1:4                   | –                     | mecz towarzyski               | [ 22 ]                |